# Hobbs in a Hurry
Hobbs in a Hurry is een Amerikaanse western uit 1918 onder regie van Henry King.

## Verhaal
De miljonair J. Warren Hobbs stuurt zijn wellustige zoon naar New Mexico om een mijn terug te kopen, waar hij van heeft ontdekt dat ze wolfraam bevat. De tweelingbroer van de mijneigenaar raadt de rivaal van Hobbs aan om de mijn te kopen. Zijn zoon wordt vervolgens verliefd op de dochter van de rivaal. De mijn blijkt uiteindelijk waardeloos en het verliefde stel kan trouwen.

## Rolverdeling
| Acteur            | Personage                          |
| ----------------- | ---------------------------------- |
| William Russell   | J. Warren Hobbs jr.                |
| Henry A. Barrows  | J. Warren Hobbs sr.                |
| Winifred Westover | Helen Renshaw                      |
| Richard Morris    | Rufus Renshaw                      |
| Hayward Mack      | Lord Willoughby / Louis Willoughby |
| Carl Stockdale    | Angus MacDonald                    |